# Igreja do Sagrado Coração de Jesus (Mossoró)
A Igreja do Sagrado Coração de Jesus é um templo católico localizado no centro da cidade de Mossoró. Dedicada ao Sagrado Coração de Jesus, esta igreja está entre as mais antigas e tradicionais da cidade, datando sua construção no ano de 1907. É reconhecida por seu valor histórico e cultural, sendo um dos marcos do município potiguar.[carece de fontes?]
Ao lado da igreja, se encontra o prédio da Curia Diocesana de Mossoró, sede administrativa da Diocese de Mossoró, e aos fundos, a Rádio Rural de Mossoró, pertencente a ela.

## História
Mossoró, já era no início do século XX, uma das principais cidades do estado do Rio Grande do Norte; sua crescente população exigia a expansão da Igreja Católica pela cidade, que a época contava apenas com a Igreja Matriz de Santa Luzia e a Igreja de Nossa Senhora da Conceição.
A construção da templo decorreu pelo ano de 1907 sendo inaugurada no dia 23 de julho do mesmo ano. A construção foi financiada pelo industrial salineiro Miguel Faustino do Monte, cearense de Sobral, que morava em Mossoró desde tenra idade. A este é creditado uma lenda, que serve como explicação para sua grande fortuna e sua motivação para patrocinar a construção da igreja, e que ainda permeia o imaginário local:
| “ | Havia um jovem rapaz, que muito pobre, veio à Mossoró a procura de emprego. O rapaz jurou para si mesmo que sairia daquela vida pobre. Então, decidiu realizar um pacto com o demônio: se este o fizesse rico, como retribuição, lhe ofertaria a sua alma. O acordo foi feito, e oportunidades surgiram, rapidamente, e o jovem pobre, em pouco tempo, entre 20 a 30 anos, se tornou um dos homens mais ricos da região. Com sua vida sócio-econômico consolidada, o Cobrador, começou a lhe visitar, em qualquer hora e lugar, lhe advertindo que chegara o momento de honrar o acordo. O devedor só sentia alívio quando estava dentro da casa de Deus ou de embarcações e navios (conforme crenças populares, no mar, por ser sagrado, o diabo não podia chegar perto). O devedor foi em busca de ajuda espiritual, e em um sonho, foi orientado a construir uma igreja sob o patrocínio do Sagrado Coração de Jesus, e, que, doasse parte dos seus bens a Deus. Somente assim sua paz poderia ser restaurada. | ” |

O fato é que o Sr. Miguel Faustino era conhecido pelo seu fervor religioso; doou várias de suas propriedades para servirem a fins religiosos.
Em 23 de julho de 1926, a igreja foi elevada a condição de Matriz com a criação da Paróquia do Sagrado Coração de Jesus por, Dom José Pereira Alves, Bispo de Natal, única diocese do Rio Grande do Norte na época. Em 28 de julho de 1934, o Papa Pio XI por meio da bula Pro Ecclesiarum Ommiun, criou a Diocese de Mossoró, tendo como sede episcopal a então Igreja Matriz de Santa Luzia.
No dia 29 de março de 1964, Dom Gentil Diniz Barreto, terceiro Bispo de Mossoró, emitiu um decreto que transferiu a sede da paróquia do Sagrado Coração de Jesus para a Capela de São Manoel, criando assim a Paróquia de São Manoel. A Igreja do Sagrado Coração de Jesus passou a ser administrada pela Paróquia de Santa Luzia e se tornou um santuário de adoração ao Santíssimo Sacramento, ainda permanecendo nessa condição até os dias atuais.
Entre 2010 e 2011 passou por uma grande reforma, que foi concluída em 2012, dando novas feições ao templo.